# あねあね 〜許して!お姉ちゃんたち、ボクのおち○ち○ダメになっちゃう!〜
あねあね～許して！お姉ちゃんたち、ボクのおち〇ち〇ダメになっちゃう！～（あねあね～ゆるして！おねえちゃんたち、ボクのおち〇ち〇ダメになっちゃう！～）は2007年11月23日にNornから発売された日本のアダルトゲームである。

## 概要
原画は水原優。シナリオは想ファクトリー。ハイカラーになっている。

## ストーリー
前野俊は進学を控えた時期に両親の海外赴任が決定したために、田舎の従姉まどか、光莉たちの家から学校に通う事になる。光莉は俊の世話をやき、まどかには幼いころからの好意があり、だんだんと、2人の俊に対する三角関係は激化していく。そして、まどかと光莉の過剰な愛がドタバタでエッチな俊をめぐる争いを起こしたというストーリーである。

## 登場人物
清水円（しみずまどか）CV：紫苑みやび
俊の従姉。従弟の俊に対する思いがあるが、ストレートに表現できず、彼をからかったりしてしまう。
清水光莉（しみずひかり）CV：逢川奈々
俊の従姉で同じ学校に通っている。また、学校でも有数の美女で、校内1位2位を争っている。
前野俊（まえのしゅん）
主人公。幼い頃は姉妹と共に地元で育つが、小学5年生の時にこれも親の仕事の関係で離れ離れになった。押しに弱く優柔不断なところがある。